# Prótesis para animales
Las prótesis para animales son dispositivos artificiales que se utilizan para reemplazar extremidades perdidas o dañadas. 
Estas prótesis pueden ayudar a los animales a recuperar su movilidad y calidad de vida.

## Historia
Las primeras prótesis para animales se remontan a la antigüedad. En la antigua Grecia, se utilizaban prótesis de madera para reemplazar las patas perdidas de los caballos. En la Edad Media, se utilizaban prótesis de hierro para reemplazar las patas perdidas de los perros.
En el siglo XX, se desarrollaron nuevas tecnologías que permitieron mejorar las prótesis para animales. 
En 1956, el veterinario Harry Arthur Gorman diseñó y patentó la primera prótesis de cadera del mundo para mejorar la movilidad de un perro. Posteriormente, realizó mejoras recubriéndola con diferentes materiales plásticos y aplicó el diseño en personas junto con sus colaboradores.
En la década de 1960, se desarrollaron las primeras prótesis de plástico para animales. En la década de 1980, se desarrollaron las primeras prótesis robóticas para animales.
En la actualidad, las prótesis para animales están cada vez más avanzadas. Estas prótesis son más ligeras, más duraderas y más eficientes que las prótesis anteriores.

## Tipos
Existen diferentes tipos de prótesis para animales, que se adaptan a las necesidades específicas de cada animal. Los tipos más comunes de prótesis para animales son:
- Prótesis de patas: estas prótesis se utilizan para reemplazar las patas perdidas o dañadas. Pueden ser de madera, plástico o metal.
- Prótesis de cola: estas prótesis se utilizan para reemplazar las colas perdidas o dañadas. Pueden ser de plástico o fibra de vidrio.
- Prótesis de alas: estas prótesis se utilizan para reemplazar las alas perdidas o dañadas. Pueden ser de plástico o fibra de carbono.[5]

## Materiales utilizados
Las prótesis para animales pueden estar hechas de una variedad de materiales, como madera, plástico, metal, fibra de vidrio y fibra de carbono. Cada material tiene sus propias ventajas y desventajas.

#### Prótesis 3D
En la actualidad, las prótesis 3D para mascotas se han convertido en una opción cada vez más utilizada para mejorar la calidad de vida de animales que han perdido alguna extremidad. Estas prótesis son diseñadas y fabricadas utilizando tecnología de impresión en 3D, lo que permite adaptarlas de manera personalizada a las necesidades y características de cada mascota.
Una de las ventajas de las prótesis 3D para mascotas es su capacidad para proporcionar una movilidad y funcionalidad similar a la extremidad perdida. Estas prótesis se diseñan de manera precisa para imitar la estructura y el movimiento natural de la extremidad, lo que permite a las mascotas caminar, correr y realizar actividades diarias con mayor comodidad.
Además, las prótesis 3D para mascotas son ajustables y pueden adaptarse a medida que el animal crece o se recupera de una lesión. Esto permite un seguimiento continuo y la posibilidad de realizar modificaciones según las necesidades cambiantes del animal.Otra ventaja de las prótesis 3D es su durabilidad y resistencia. Estas prótesis están diseñadas para soportar el peso y la actividad de la mascota, lo que les permite tener una vida útil prolongada.

## Proceso de fabricación
La fabricación de prótesis para animales es un proceso complejo que requiere la participación de un equipo de profesionales, como veterinarios, ingenieros y técnicos.
A continuación, se presenta un resumen de las principales etapas involucradas en el proceso de fabricación de prótesis para animales
1. Evaluación y toma de medidas: El primer paso es realizar una evaluación exhaustiva del animal para determinar sus necesidades específicas. Esto implica examinar la extremidad afectada, evaluar la movilidad y función existente, y tomar medidas precisas.
2. Modelado y diseño: Utilizando tecnología de escaneo 3D, se crea un modelo digital de la extremidad afectada. Este modelo se utiliza como base para diseñar la prótesis personalizada. El diseño de la prótesis tiene en cuenta la anatomía y las necesidades individuales del animal.
3. Impresión en 3D: Una vez que se ha completado el diseño, se utiliza una impresora 3D para fabricar la prótesis. Se utilizan materiales resistentes y duraderos, como plásticos o metales, que son compatibles con el cuerpo del animal.
4. Ensamblaje y ajuste: Una vez que se ha impreso la prótesis, se realiza el ensamblaje y se realizan los ajustes necesarios para garantizar un ajuste perfecto. Esto implica ajustar la longitud, el ángulo y otros aspectos de la prótesis para asegurar una funcionalidad óptima.
5. Pruebas y ajustes finales: Después de ensamblar y ajustar la prótesis, se realiza una serie de pruebas para asegurarse de que se adapta correctamente y proporciona la movilidad deseada. Si es necesario, se realizan ajustes adicionales para mejorar el rendimiento y la comodidad del animal.
6. Seguimiento y cuidado continuo: Una vez que se ha entregado la prótesis al animal, se proporciona un seguimiento y cuidado continuo. Esto implica realizar revisiones periódicas para asegurarse de que la prótesis siga siendo adecuada y realizar cualquier ajuste necesario a medida que el animal se adapta o cambia.
El proceso de fabricación de prótesis para animales requiere de la colaboración entre veterinarios, especialistas en prótesis y técnicos especializados. Esto garantiza que la prótesis se adapte adecuadamente a las necesidades individuales del animal y mejore su calidad de vida.

## Rehabilitación
Los animales con prótesis necesitan un programa de rehabilitación para aprender a usarlas correctamente. Este programa debe ser supervisado por un profesional.